# Seznam video editorů
Následuje seznam videoeditorů.

## Otevřený a svobodný software

### Aktivní a stabilní
- Avidemux (Linux, macOS, Windows)
- Blender (Linux, FreeBSD, macOS, Windows)
- Cinelerra (Linux, FreeBSD)
- FFmpeg (Linux, macOS, Windows) – jen příkazový řádek; žádná vizuální zpětná vazba
- Flowblade (Linux)
- Kdenlive (Linux, FreeBSD, macOS, Windows)
- LiVES (BSD, IRIX, Linux, Solaris)
- Olive (Linux, macOS, Windows) - aktuálně jako alfa verze
- OpenShot (FreeBSD, Linux, macOS, Windows)
- Pitivi (Linux, FreeBSD)
- Shotcut (Linux, FreeBSD, macOS, Windows)

### Nevyvíjený
- Kino (Linux, FreeBSD)
- VirtualDub (Windows)
- VirtualDubMod (Windows)
- VideoLan Movie Creator (VLMC) (Linux, macOS, Windows)

## Software s uzavřeným kódem
Freeware či Freemium

### Aktivní
- ActivePresenter (Windows) – Also screencast software
- DaVinci Resolve (macOS, Windows, Linux)
- Freemake Video Converter (Windows)
- iMovie (iOS, macOS)
- ivsEdits (Windows)
- Lightworks (Windows, Linux, macOS)
- Microsoft Photos (Windows)[1]
- showbox.com (Windows, macOS)
- VideoPad Home Edition (Windows, macOS, iPad, Android)
- VSDC Free Video Editor (Windows)
- WeVideo (webová aplikace)

### Nevyvíjený
- Adobe Premiere Express (webová aplikace)
- Debugmode Wax (Windows)
- Pixorial (webová aplikace)
- VideoThang (Windows)
- Windows Movie Maker (Windows)

## Komerční

### Aktivní
- Adobe After Effects (macOS, Windows)
- Adobe Premiere Elements (macOS, Windows)
- Adobe Premiere Pro (macOS, Windows)
- Adobe Presenter Video Express (macOS, Windows)
- Autodesk Flame
- Autodesk Smoke
- Avid Media Composer (Windows, macOS)
- AVS Video Editor (Windows)
- Blackbird (macOS, Windows, Linux)
- Camtasia (Windows, macOS)
- Corel VideoStudio (Windows)
- Cyberlink PowerDirector (Windows)
- DaVinci Resolve Studio (macOS, Windows, Linux)
- Edius (Windows)
- Final Cut Pro X (macOS)
- Kaltura (webová aplikace)
- Magix Movie Edit Pro (Windows)
- Magix Vegas Pro (Windows) - dříve Sony Vegas Pro
- Media 100 Suite (macOS)
- muvee Reveal (Windows, macOS)
- Pinnacle Studio (Windows)
- Roxio Creator (Windows)
- Video Toaster (Windows, hardwarová sada)
- VideoPad Masters Edition (Windows, macOS, iPad, Android)
- Xedio (Windows)

### Neaktivní
- Xpress Pro (Windows, OS X)
- Pinnacle Videospin (Windows)
- Final Cut Express (OS X)
- Serif MoviePlus (Windows)
- MPEG Video Wizard DVD (Windows)
- ArcSoft ShowBiz (Windows)
- Avid DS (Windows)
- Clesh (Java on OS X, Windows, Linux)